# Jonas Carlos
Jonas Carlos da Silva, mais conhecido como Jonas Carlos (Patu, 27 de setembro de 1909 — Fortaleza, 27 de maio de 1979) foi um agropecuarista, empresário e político brasileiro, outrora deputado federal pelo Ceará.

## Dados biográficos
Filho de Antônio Carlos da Silva e Francisca Ferreira Carlos. Agropecuarista e empresário, fundou a Loteria Estadual do Ceará e estreou na política como suplente de deputado federal por duas eleições quando pertencia ao PTB. Membro da ARENA após a imposição do bipartidarismo por força do Ato Institucional Número Cinco, elegeu-se deputado federal em 1966 e 1970.
Suplente de deputado federal em 1974, foi convocado a exercer o mandato quando Humberto Bezerra assumiu a Secretaria de Assuntos Municipais a convite do irmão, o governador Adauto Bezerra, sendo efetivado em novembro de 1975, dias após a morte de Manuel Rodrigues. Disputou a reeleição no pleito seguinte, mas não obteve sucesso. Faleceu na capital cearense em 1979, vítima de infarte.